# Cenocrinus asterius
Cenocrinus es un género monotípico de crinoideos de la familia Isselicrinidae. El gran lirio marino de las Indias Occidentales (Cenocrinus asterius) es la única especie del género y se encuentra en aguas profundas del Mar Caribe y del Golfo de México.
Al igual que otros lirios de mar, Cenocrinus asterius tiene una corona que consiste en un cáliz rodeado de brazos plumosos extendidos para crear un abanico de filtración. La corona está sostenida por un tallo largo y delgado que está adherido al sustrato en su base. El tallo es semirrígido pero flexible y está formado por huesecillos en forma de disco conocidos como columnares, unidos entre sí por ligamentos. En cada nodo entre las columnas hay un verticilo de cinco cirros. Estos también son articulados y tienen garras en la punta y cuando los cirros entran en contacto con otros objetos, se adhieren a ellos y ayudan a estabilizar al lirio de mar y mantenerlo erguido.

## Distribución
Cenocrinus asterius se encuentra en el Mar Caribe, el Golfo de México y frente a la costa de México.

## Biología
Cenocrinus asterius vive en zonas del fondo marino con fuertes corrientes a profundidades superiores a 100 metros (109,4 yd). Esto le permite maximizar la captura de partículas de alimentos mediante los pies tubulares adhesivos de sus brazos sin que se ensucien con la acumulación de su propia materia fecal.
Cenocrinus asterius ha sido estudiado en un tanque de flujo de laboratorio donde se comprobó que, con la base del tallo desprendida, podía desplazarse por el sustrato y trepar objetos. Le tomó hasta veinticuatro horas maniobrar hasta alcanzar su postura habitual, casi vertical, y volver a colocarse. En su entorno natural, puede ser ayudado en este proceso por el impulso hidrodinámico proporcionado por una fuerte corriente al elevar su abanico de brazos. En estudios realizados con cámaras montadas en sumergibles, se ha descubierto que los lirios de mar pueden arrastrarse por el fondo marino cogido de los brazos. En el caso de Cenocrinus asterius, esto puede ser en respuesta al ataque del erizo de mar Calocidaris micans, que se ha demostrado que se alimenta de crinoideos vivos. Aunque la velocidad del movimiento es lenta, era lo suficientemente rápida como para superar al equinoideo. La autotomía del tallo también puede tener lugar en un esfuerzo por evadir al depredador.
Los sexos están separados en Cenocrinus asterius. Como otros lirios de mar, produce gametos en zonas especializadas de las pínnulas y los libera al mar. Después de la fertilización, los huevos eclosionan y se convierten en larvas doliolaria con forma de barril. Tienen varias bandas de cilios que les permiten nadar. Las larvas son planctónicas y al cabo de unos días se posan en el fondo del mar y sufren una metamorfosis hasta convertirse en lirios marinos juveniles.